# Léglise
Léglise (en való Leglijhe) és un municipi belga de la província de Luxemburg a la regió valona.
 No té escut oficial encara, i el que és posat és una proposta de Lieve Viaene-Awouters i Ernest Warlop, autors d'Armoiries communales en Belgique, Communes wallonnes, bruxelloises et germanophones.

## Localitats
Léglise es divideix en sis seccions
- Assenois: Habaru, Bernimont, Chevaudos, Lavaux, Naleumont, Nivelet i Les Fossés
- Léglise: Burnaimont, Narcimont, Gennevaux i Wittimont
- Mellier: Thibessart i Rancimont
- Ébly: Chêne, Vaux-lez-Chêne, Maisoncelle i Bombois
- Witry: Traimont, Volaiville i Winville
- Louftémont: Behême i Vlessart